# Jappar Hebibulla
Jappar Hebibulla (tiếng Duy Ngô Nhĩ: جاپپار ھەبىبۇللا, tiếng Trung: 贾帕尔·阿比布拉; tháng 6 năm 1952—) là một chính khách Cộng hòa Nhân dân Trung Hoa. Ông là người Duy Ngô Nhĩ, đến từ Jimsar, Tân Cương. Ông từng giữ chức Phó chủ tịch Chính phủ Nhân dân Khu tự trị Duy Ngô Nhĩ Tân Cương, và Phó chủ tịch Ủy ban Thường vụ Đại hội Nhân dân Khu tự trị Duy Ngô Nhĩ Tân Cương.